# إريك لوران
إريك لوران  (بالفرنسية: Éric Laurent)‏ 68 عاما، مزداد سنة 1947 وهو صحفي فرنسي متخصص في السياسة الدولية. واشتغل في قناة فرنسا ثقافة

## نبدة عن الحياة
حائز على ماجستير في القانون والعلوم في دراسات الاتصالات في جامعة كاليفورنيا، بيركلي.

اشتغل في صحيفة لوفيغارو سنة 1985 وقام بعدة لقاءات وحوارات مع رؤساء وملوك شخصيات بارزة في العالم (القذافي، الحسن الثاني، وآخرون)
يوم الخميس 27 أغسطس/آب 2015 أوقفت السلطات الفرنسية إريك لوران لمحاولته ابتزاز الملك محمد السادس، ملك المغرب.
ألف إريك لوران كمٌ هائل من المؤلفات الاستقصائية، وكان من مُنْتَظَر صدور كتابه الجديد «المصارف تحصل على المليارات ونحن نحصل على الأزمات»، في الـ9 من سبمتمبر/أيلول، كما سبق أن أصدر كتاب «الجانب الخفي للنفط» عن دار بلون عام 2006، و«الجانب الخفي للمصارف» و«بوش وايران والقنبلة»، وفي سنة 1993 وقع كتابا مع العاهل المغربي الراحل الحسن الثاني تحت عنوان "ذاكرة ملك".